# Charles William Sherborn

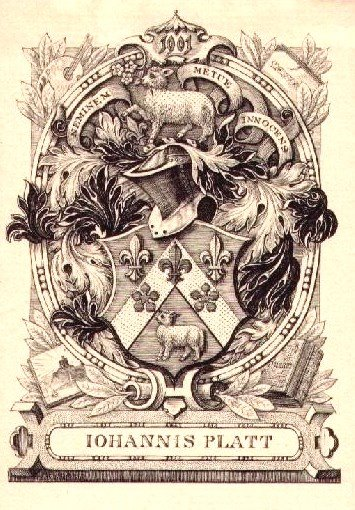
Przykładowa praca Charlesa Williama Sherborna

Charles William Sherborn (ur. 1831 – zm. 1912) brytyjski heraldyk, grafik, stalorytnik, autor exlibrisów, zajmował się również grafiką, malarstwem sztalugowym i medalierstwem
Za życia był cenionym artystą, wystawiał swoje prace w Grolier Club (1892), Museum of Fine Arts w Bostonie (1898) czy Society of Painter-Etchers w Londynie (1899), którego był członkiem. Oprócz grafik i stalorytnictwa Sherborn zajmował się również heraldyką możnych rodów brytyjskich. Jako stalorytnik wsławił się głównie wykonując portrety m.in.: William Shakespeare (1876), William Lamb (1877), Oliver Cromwell (1879), Robert Adam (1880), Joseph Payne (1880), Jabez Inwards(1881), Colley Cibber (1882), Vincent Ashfield (1882)
Duża część prac Sherborna została opublikowana w Londynie w 1912 (nakład publikacji nie przekroczył 525 egzemplarzy i obecnie jest bibliofilskim unikatem).
Artysta kolekcjonował exlibrisy, posiadał jeden z największych brytyjskich zbiorów jak na tamte czasy. Jego największym następcą był George W. Eve.
Obecnie prace Sherborna można oglądać m.in.: w Cleveland Museum of Art oraz w The National Portrait Gallery.